# 노다 케이이치
노다 케이이치(일본어: 野田圭一, のだ けいいち, 1943년 9월 16일 ~ )는 일본의 남성 성우이다. 아오니 프로덕션 소속. 야마구치현 출신.

## 출연 작품

### TV애니메이션
1968년
- 아카네짱 (후쿠다 선생님 외)
- 괴물군
- 게게게의 키타로 (제1작) (사회자, 玄蕃狸, 요시다 조수 외)
- 사이보그 009 (008 / 퓌마, 히라 유타로, 와카야나기, 카라리아 헌병, 나레이터 외) - 데뷔작
- 요술공주 샐리 (大橋, 창문닦이B, 포론의아버지)

1969년
- 사부와 이치의 체포조 (이나즈마 코조 사노스케치)
- 타이거 마스크 (1969년 - 1971년 아나운서 외)
- 맹렬 아타로 (개문패스, 코코로 보스 꼬붕 A스케, 본관님, 쿠마고로 <대역>, 이야미 <대역>)

1970년
- 킥의 오니 (다음편 예고 내레이션)
- 붉은 피의 일레븐 (카미오카 츠요시)

1971년
- 아파치 야구군 (도지마 츠요시)
- 쿠니마츠 님이 행차하신다
- 게게게의 키타로 (제2작) (마루게, 나가시마 코이치 외)
- 방랑자의 태양 (노하라준)
- 사루토비 엣짱

1972년
- 애니메이션 다큐멘트 뮌헨으로의 길
- 바다의 트리톤  (트리톤의 아버지 마이페스)
- 어부바 요괴 (사키치)
- 데빌맨 (요수 아빌, 요수 슈엘, 요수 갓, 극중 내레이션)
- 마징가 Z

1973년
- 바벨 2세（로뎀、나레이션）
- 미크로이드S

1974년
- 그레이트 마징가 (츠루기 테츠야)
- 겟타로보 (사오토메 타츠히토, 캡틴 잔키, 내레이터 <제1화>)

1975년
- 아라비안 나이트 신밧드의 모험
- 잇큐씨 (니나가와 고에몽)
- 겟타로보G (대검귀)
- 강철 지그 (타케루)
- 꿀벌 마야의 모험
- UFO로보 그렌다이져 (고먼 대위, 고먼 카오스, 고먼 모르스)

1976년
- 대공마룡 가이킹 (803호)
- 자석로보트 (호조 다케시 <파일럿판>, 고마쓰 도쿠, 미네 박사, 섀도 대장, 내레이션)

1977년
- 애로우 엠블렘 그랑프리의 매 (오오히나타 마사루, 다음회 예고 내레이션)
- 초인전대 바라타크 (줄리어스)
- 혹성로보 단가드A (헨리 더글러스, 파울 슈트라우스, 킬먼)

1978년
- SF 서유기 스타징가 (에거, 프린스 가이마)
- 캡틴 퓨처 (오토, 예고 내레이션)
- 100만년 지구여행 밴더복

1979년
- 은하철도999 (여작, 스노우록, 알마)
- 사이보그009 (002/제트 링크)
- 꽃의 아이 룬룬 (카를로)

1980년
- 만화속담사전 (타카오)
- 어둠의 제왕 흡혈귀 드라큘라 (프랭크)
- 불타올라라 아서 백마의 왕자 (고드, 흑마의 기사)

1981년
- 은하선풍 브라이거 (루치아노 마레티)
- 명견 북크 (피트)
- 타이거 마스크 2세 (나가시마 시게오)
- 하니하니의 멋진 모험 (하일 게슈타포)

1982년
- 안드로메다 스토리즈 (바루가)
- 파타리로
- 내 청춘의 아르카디아 무한궤도 SSX (내레이터, ゲラン副指令)

1983년
- 만화 일본사 (덴지 천황, 쇼무 천황, 우다 천황, 미나모토노 요시이에, 호조 요시토키, 호조 야스토키, 아시카가 요시모치, 우에스기 겐신, 도쿠가와 요시무네, 와타나베 가잔, 오쿠보 도시미치)

1984년
- Gu-Gu간모 (치과의사, 도둑)
- GALACTIC PATROL 렌즈맨 (워젤)
- 비디오 전사 레자리온 (실베스타, 내레이션, 우에하라 선생님)

1985년
- 게게게의 키타로 (제3작) (요코타)
- Dr. 슬럼프 아라레쨩 (마시리토 (2대) 、그레이트C・M)
- 북두의 권 (듀란)

1986년
- 명견 실버 (나레이터)
- 강Q초아 잇키맨 (메카닉쿠리히)

1987년
- 신 메이플 타운 이야기 팜 타운 편 (콘 테릭)
- 세인트 세이야
- 트랜스포머 더 헤드마스터즈 (쇼우키 / 라이딘)

1988년
- 트랜스포머 초신 마스터포스 (기가, 해설, 박사, 리키)

1989년
- 악마군 (안드레알)
- 가리아게군 (기무라 과장)

1998년
- 센티멘탈 져니 (현악스님)
- 닥터 슬럼프 (센베에의 아버지)